# Sabine Haupt (Literaturwissenschaftlerin)

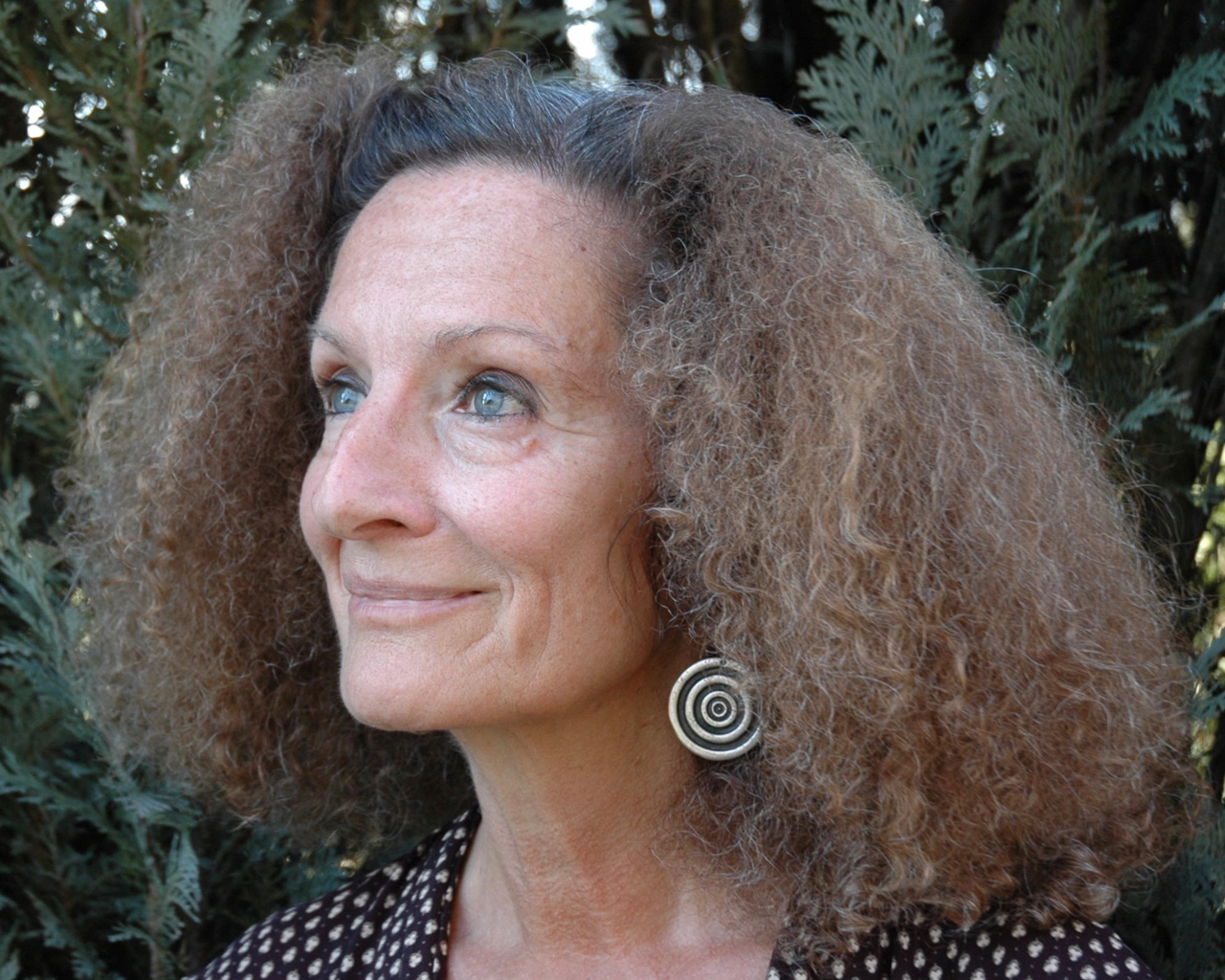
Sabine Haupt, 2021

Sabine Haupt (* 17. Juni 1959 in Giessen, Deutschland) ist eine schweizerisch-deutsche Schriftstellerin und emeritierte Titularprofessorin für Literaturwissenschaft.

## Biografie
Sabine Haupt wuchs in Deutschland auf. Von 1977 bis 1980 studierte sie Theaterwissenschaft, Germanistik und Philosophie in München. Seit 1980 lebt sie in der Romandie.  Von 1980 bis 1985 studierte sie Germanistik und Philosophie an der Universität Genf und arbeitete daneben als Deutschlehrerin. Von 1987 bis 1994 war sie Assistentin und Oberassistentin für Neuere Deutsche Literatur in Genf. 1993 promovierte sie ebendort bei Ulrich Stadler mit einer Arbeit über Ludwig Hohl. Neben ihrer wissenschaftlichen Arbeit engagierte sie sich in der Politik: Von 1993 bis 1994 war sie Abgeordnete der Grünen Partei im Grossen Rat des Kantons Genf. 1993 veröffentlichte sie erste literarische Texte in Zeitschriften und wurde noch im selben Jahr an die Solothurner Literaturtage eingeladen. 1994 erschien ihr erster Erzählband. Im Jahr 2000 habilitierte sie sich an der Universität Fribourg mit einer Arbeit über Wiederholungen in der deutschen Romantik. Ihr Mentor war Stefan Bodo Würffel. Seit 1995 unterrichtet sie Literaturwissenschaft an verschiedenen Schweizer Universitäten. Von 1998 bis 2006 war sie Oberassistentin und von 2007 bis 2024 Titularprofessorin sowie Lehr- und Forschungsrätin für Allgemeine und Vergleichende Literaturwissenschaft in Fribourg. Daneben war sie auch journalistisch tätig: Sie war unter anderem Westschweiz-Korrespondentin für die WOZ (1994–1997), für Klartext (1995–1997) und das Feuilleton der Neuen Zürcher Zeitung (2003–2014). Seit 2015 veröffentlicht sie auch wieder literarische Werke. Als Menschenrechtsaktivistin kümmert sie sich seit 2021 um afghanische Autorinnen und Autoren, denen sie bei der Flucht nach Europa behilflich ist. Haupt ist Mutter zweier Töchter.

## Forschung
Sabine Haupts Forschungsschwerpunkte sind die Romantik, das Fin de Siècle, die Beziehungen der Literatur zu Medien, Philosophie und Naturwissenschaften sowie die Schweizer Literatur(en).

## Mitgliedschaften
- PEN Berlin (seit 2023)
- Vorstand des DeutschSchweizer PEN Zentrums (2018–2023)[15]
- PEN-Zentrum deutschsprachiger Autoren im Ausland (seit 2023)[16]
- Vorbereitungsgruppe der «Bieler Gespräche» (2014–2022)[17]
- Programmkommission der «Solothurner Literaturtage» (1995–1997)[18]
- Verband Autorinnen und Autoren der Schweiz (2002–2023)
- Stiftungsrat der Ludwig-Hohl-Stiftung (2013–2019)

## Auszeichnungen
- Diverse SNF-Forschungsstipendien 1996–2016[19]

## Bücher